# Pasenadi
Pasenadi (pali) ou Prasenajit (sanskrit), VIe siècle av. J.-C., était souverain du royaume indien de Kosala, capitale Shravasti. Il appartenait à la dynastie Aikshvaka fondée par Ikshvaku. Il aurait été suzerain des Shakyas, contemporain et fidèle du Bouddha, sans pour autant rejeter les autres courants.
Les historiens, actuellement, retiennent, parmi d'autres chronologies, av. J.-C. : 563 pour sa naissance, 526 pour sa conversion en disciple laïque du Bouddha, 487 pour sa dernière rencontre avec le Bouddha et son décès.

## Biographie
Elle doit être reconstituée d’après des informations éparses dans le canon pali - et accessoirement tibétain - parfois contradictoires et pas forcément exactes.
Fils d’un roi surnommé Mahakosala, il aurait étudié à Taxila avec d’autres princes des royaumes voisins et aurait été désigné comme héritier par son père en raison du bon résultat de ses études. Il a laissé dans la tradition bouddhiste la réputation d’un souverain s’efforçant d’assainir l’administration, sachant récompenser les hommes de valeur.
Trois de ses femmes sont particulièrement notables. L’une était une sœur du roi de Magadha Bimbisara, marié lui-même à une princesse de Kosala. La seconde était Mallika, fille du chef des fabricants de guirlandes, et la préférée de Pasenadi selon la tradition bouddhiste. La troisième était Vasavakhattiya, fille du Shakya Mahanama, un cousin du Bouddha, Pasenadi souhaitant ardemment établir des liens familiaux avec le sage. Elle fut la seule de ses épouses de haut rang à lui donner un fils, Vidudabha, mais lorsque celui-ci se rendit à 16 ans dans le pays de sa mère pour une visite familiale, il apprit fortuitement qu’elle ne comptait pas au rang des princesses Shakya car sa mère était une esclave du nom de Nagamunda. Apprenant que les Shakyas ne l’avaient pas jugé digne d’une alliance noble, Pasenadi dégrada Vasavakhattiya et son fils à la condition plébéienne, mais leur restitua leur position après une intervention du Bouddha. Vidudabha garda toujours une dent contre le clan maternel, qu’il attaqua et détruisit lorsqu’il fut devenu roi.
De Vasavakhattiya, Pasenadi avait aussi une fille, Vajira, qui fut mariée au roi de Magadha Ajatashatru en résolution du conflit entre Kosala et ce royaume après l’assassinat de Bimbisara. Selon le canon tibétain, Jeta, fils de Varsika, était aussi l’un de ses fils. Le Therigatha mentionne un autre fils devenu moine bouddhiste, Brahmadatta.
Pasenadi ayant repris Kashi, donné à Magadha en dot de sa sœur Kosaladevi, en raison de l’assassinat du roi Bimbisara par son héritier Ajatashatru, ce dernier attaqua le Kosala. Pasenadi finit par avoir le dessus grâce au plan d’attaque exposé par le moine Dhanuggaha Tissa à son collègue Mantidatta lors d’une conversation. Entendus par des courtisans, ses propos auraient été rapportés à Pasenadi qui en fit bon usage. Ajatashatru fut capturé puis libéré, doté de sa cousine Vajira en guise d’épouse, qui lui rapportait Kashi dans sa dot.
Le pouvoir de Pasenadi fut usurpé par son fils Vidudabha, placé sur le trône par le ministre Digha Charayana alors qu’il avait quitté la capitale. Il résolut alors de se rendre à Rajagriha pour requérir l’aide d’Ajatashatru mais mourut d’épuisement aux abords de la ville. Ajatashatru l’enterra en grande pompe. Dans les Puranas, le successeur de Pasenadi est nommé Suratha.

## Pasenadi et le bouddhisme
Selon le canon pali, Pasenadi soutint activement le bouddhisme et se montrait très soucieux de la bonne image de la communauté, n’hésitant pas à dénoncer au Bouddha des moines au comportement pas assez digne à son goût. Il demandait souvent conseil à Gautama et aurait instauré des aumônes régulières en faveur des bouddhistes (asadisadana) sur les conseils de Mallika, son épouse préférée. Le Dahara Sutta et les 25 anecdotes morales du Kosala Saipyutta (Samyutta Nikaya) lui sont consacrés.